# Nan Martin
Nan Martin, née le 15 juillet 1927 à Decatur (Illinois) et morte le 4 mars 2010 à Malibu (Californie), est une actrice américaine.

## Filmographie
- 1956 : L'Homme au complet gris (The Man in the Gray Flannel Suit) : Polly Lawrence
- 1957 : L'Homme qui n'a jamais ri (The Buster Keaton Story) : Edna
- 1958 : The Mugger (en) : Claire Townsend
- 1963 : Le Tumulte (Toys in the Attic) : Charlotte Warkins
- 1963 : The Incredible World of Horace Ford (The Twilight Zone) (en) (série télévisée) - Saison 4, épisode 15
- 1964 : Hamlet, de Bruce Minnix et Joseph Papp : Gertrude
- 1965 : Bus Riley's Back in Town : Mrs. Nichols
- 1965 : Gare à la peinture (The Art of Love) : Margo
- 1968 : Mon homme (For Love of Ivy), de Daniel Mann : Doris Austin
- 1968 : Three in the Attic (en) : Dean Nazarin
- 1969 : Goodbye Columbus (Goodbye, Columbus) : Mrs. Ben Patimkin
- 1969 : Mannix S2-Episode 21 'A dix contre un' (The Odds Against Donald Jordan) : Francette Jordan
- 1973 : The Young Nurses (en) de Clint Kimbrough (en) : Woman Reporter
- 1973 : Les Rues de San Francisco (série télévisée) - Saison 2, épisode 14 (Most feared in the Jungle) : Pr Talmadge
- 1974 : Remember When (TV) : Annie Hodges
- 1975 : Un jour, une vie (The Other Side of the Mountain), de Larry Peerce : June Kinmont
- 1976 : Number One
- 1976 : La Prison du viol (Jackson County Jail) : Allison
- 1977 : A Circle of Children (TV) : Doris Fleming
- 1978 : The Other Side of the Mountain Part II (en) : June Kinmont
- 1978 : Katie: Portrait of a Centerfold (TV) : Aunt Isabel
- 1978 : Outside Chance (TV) : Allison
- 1979 : Victime (Mrs. R's Daughter) (TV) : Mrs. Berson
- 1980 : Un petit cercle d'amis (A Small Circle of Friends) : Mrs. Baxter
- 1980 : The Golden Honeymoon (TV) : Cora Hartsell
- 1980 : L'Amour à quatre mains (Loving Couples) : Walter's Nurse
- 1981 : Dear Teacher (TV) : Karen Lipner
- 1982 : Prime Suspect (TV) : Sonia Lindstrom
- 1983 : Doctor Detroit : Margaret Skridlow
- 1983 : I Take These Men (TV) : Doris
- 1983 : Les oiseaux se cachent pour mourir (The Thorn Birds) (feuilleton TV) : Sister Agatha
- 1983 : The Winter of Our Discontent (en) (TV) : Mrs. Baker
- 1984 : Solo pour deux (vo : All of me) : Divorce lawyer
- 1986 : Mr. Sunshine (série télévisée) : Grace D'Angelo
- 1987 : Les Griffes du cauchemar (A Nightmare On Elm Street 3: Dream Warriors) : Sister Mary Helena / Amanda Krueger
- 1987 : Home Fires (TV)
- 1987 : Proud Men (TV) : Laura
- 1989 : Columbo : Ombres et lumières (Murder, Smoke and Shadows) (série télévisée) : Rose Walker
- 1989 : Animal Behavior : Mrs. Norton
- 1990 : Concerto pour Lady H (Matters of the Heart) (TV)
- 1991 : Pirates of Darkwater (série télévisée) : Additional Voices (saison 2) (voix)
- 1991 : A Woman Named Jackie (feuilleton TV) : Diana Vreeland
- 1992 : L'Enfant de la colère (Child of Rage) (TV) : Barbara
- 1984 : Santa Barbara (série télévisée) : Abigail Beckwithe (1992)
- 1993 : Mother of the Bride (TV) : Beatrice
- 1995 : Dernier souffle (Last Gasp) : Mrs. Hardwick
- 1996 : Terror in the Family (TV) : Ivy
- 2000 : The Song of the Lark (TV) : Mrs. Nathanmeyer
- 2000 : Big Eden : Widow Thayer
- 2000 : Seul au monde (Cast Away) : Kelly's Mother
- 2001 : Coup de foudre pour toujours (Forever Lulu)[1] de John Kaye : Lulu Look-Alike
- 2001 : L'Amour extra-large (Shallow Hal) : Nurse Tanya Peeler
- 2002 : Dancing at the Harvest Moon (TV)
- 2004 : Greener Mountains : M
- 2005 : Pour une autre vie (Thicker Than Water) (TV) : Abygail Jordan